# Levi (stazione sciistica)

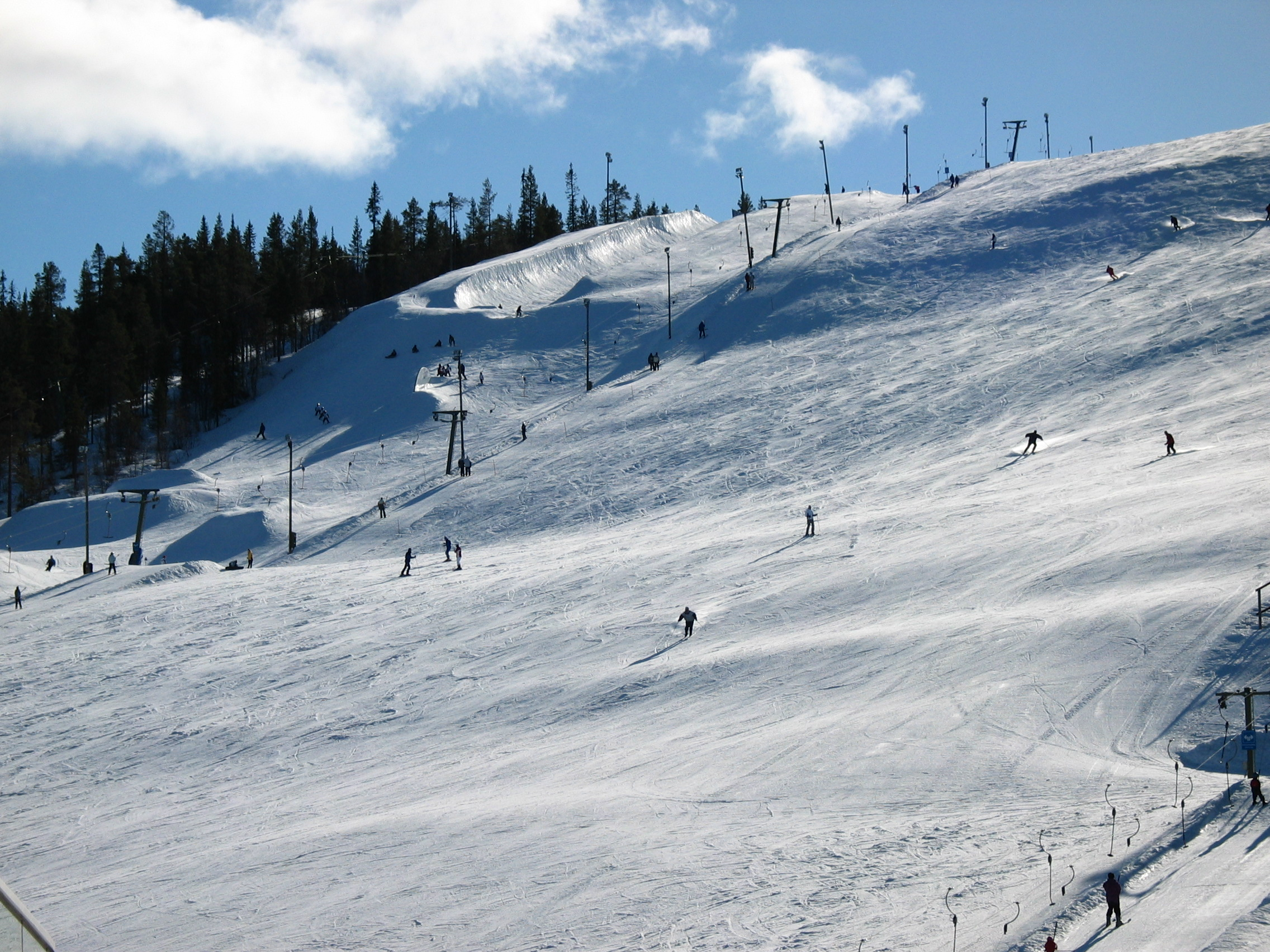
Veduta di una pista da sci di Levi.

Levi è uno dei più grandi comprensori sciistici della Finlandia settentrionale, situato nel comune di Kittilä in Lapponia, a 15 km dall'aeroporto della città e a circa 88 km dalla stazione ferroviaria di Kolari.

## Descrizione
Il monte Levi ha un'altitudine di 531 metri s.l.m. ed un dislivello di 325 m. Ad una latitudine nord di 67,8° il monte si trova 170 km a nord del circolo polare artico.
Il comprensorio sciistico di Levi comprende 43 piste di sci alpino servite da due funivie, una seggiovia, 14 skilift ad ancora, cinque skilift a piattello e quattro impianti a fune bassa (manovia) per bambini. Dal 2004 vi si tiene in novembre la Coppa del Mondo di sci alpino sulla pista Levi Black. Il comprensorio include 17 piste illuminate ed a innevamento artificiale. La stagione sciistica inizia a novembre e dura fino agli inizi di maggio.
Per quanto riguarda lo sci di fondo, sono presenti 230 km di piste preparate sia per il classico che per lo skating, di cui 28 km illuminati e 9 km preparati con neve artificiale e aperte già a fine ottobre/inizio novembre.
Sono inoltre presenti anche 18 km di percorsi invernali per camminate anche senza ciaspole, mantenuti con la motoslitta quotidianamente.
Il comprensorio include anche uno snow park con half-pipe, super pipe e due street e il parco per bambini Tenavatokka, centro gratuito per giochi all'aperto e per lo sci.
Nella regione sono presenti 886 km di piste per motoslitta (larghe 6–8 m), incluso un percorso che porta sulla vetta del monte di Levi, e opportunità per gite panoramiche in cabinovia, safari con motoslitte, con renne e con cani da slitta, equitazione, visite a Babbo Natale, escursioni per vedere le aurore boreali, percorsi guidati con ciaspole, visite agli hotel di ghiaccio, pesca su ghiaccio, voli in elicottero ed in mongolfiera, allenamento golf al coperto, nuoto in acque ghiacciate, sauna, guida rally su neve, karting su ghiaccio, slittino a spinta, parapendio e programmi di sopravvivenza.
Durante l'estate le attività del comprensorio includono escursionismo, nordic walking, percorsi da mountain bike, safari in quad, guida rally, canottaggio, rafting, slittino estivo su pista, freesbee, golf e mini-golf, frisbee-golf, tennis, equitazione, prospezione oro, sauna, immersioni subacquee, programmi di sopravvivenza, birdwatching, raccolta funghi e bacche.